# Cassegrain (entreprise)
Pour les articles homonymes, voir Cassegrain.
Cassegrain était une entreprise de conserverie française fondée en 1856 à Nantes.
C'est depuis 1989 une marque de la société Bonduelle Europe Long Life, du groupe agro alimentaire Bonduelle (coté en bourse).

## Histoire de l'entreprise

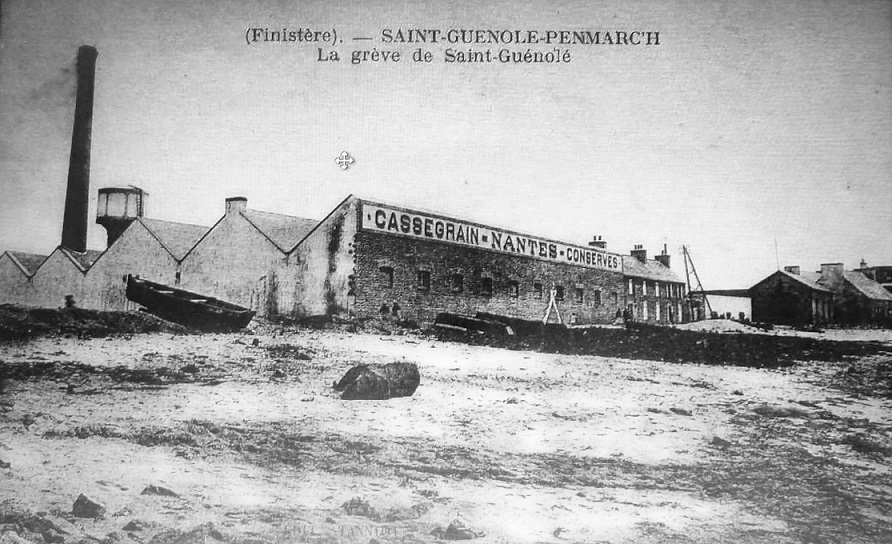
L'usine Cassegrain de Saint-Guénolé en 1920.

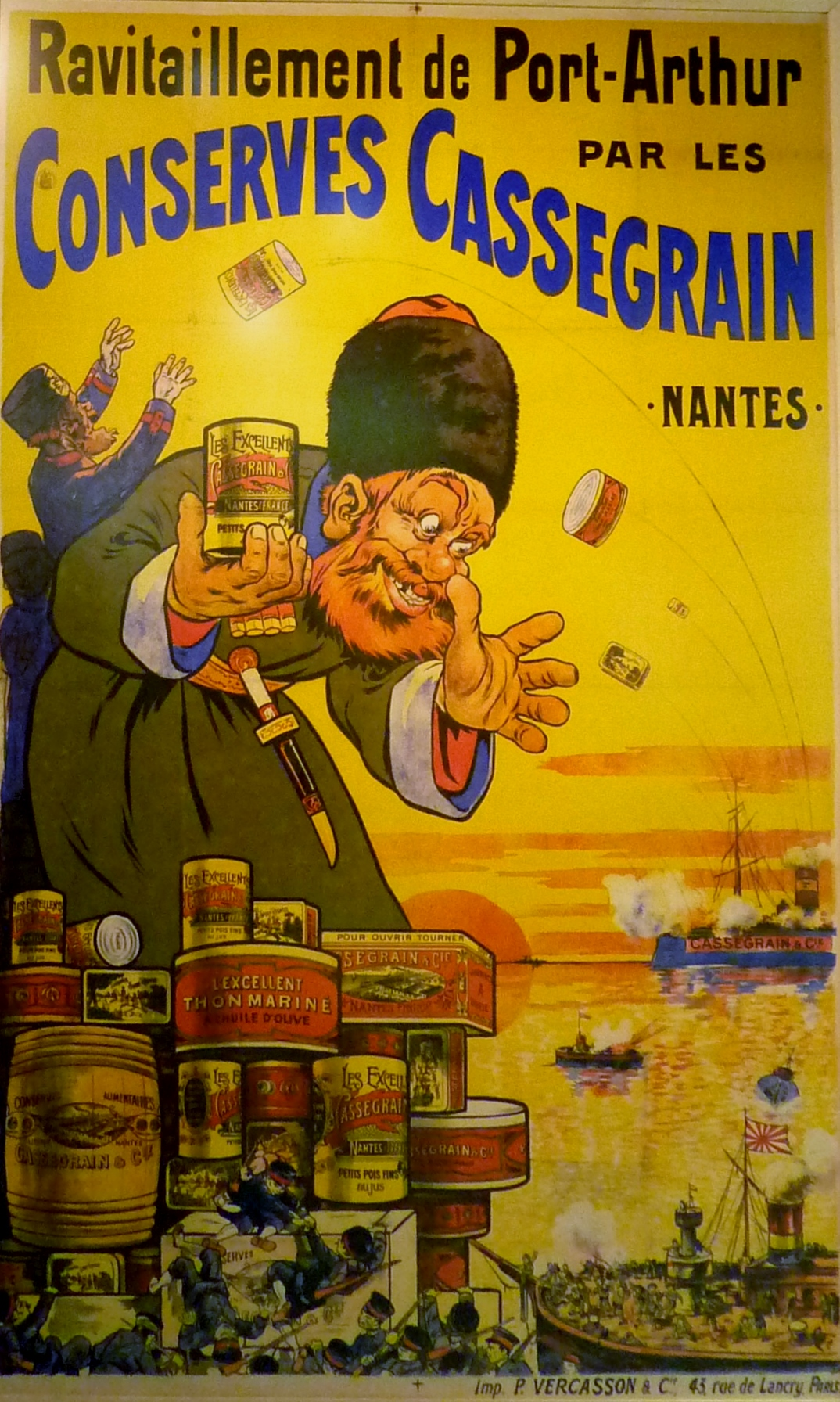
Eugène Ogé : Publicité Cassegrain (Le ravitaillement de Port-Arthur par les conserves), 1905

Quarante-six ans après la publication par Nicolas Appert de sa découverte, la conserve appertisée, un charcutier nantais, Charles Cassegrain (1831-1902), crée l'entreprise Cassegrain en 1856 en reprenant une charcuterie. En 1867, l'entreprise participe à l'exposition universelle de Paris et se spécialise l'année suivante dans les légumes et les salaisons et construit une conserverie de légumes à Saint-Sébastien-sur-Loire, dans la banlieue de Nantes. Le succès permet à Charles Cassegrain d'ouvrir rapidement deux nouvelles usines dont une à Saint-Guénolé en 1880.
L'entreprise devient Cassegrain Père et Fils en 1898, puis Cassegrain et Cie à la mort de Charles en 1902, date à laquelle l'un de ses fils Léopold Cassegrain prend la direction en s'associant avec son cousin Maurice Garnier, qui dirigera seul la société en 1911, lorsque Léopold devient maire de Nantes. En 1904, l'entreprise ouvre une conserverie au Passage-Lanriec près de Concarneau. En 1905, l'entreprise ravitaille les troupes à Port-Arthur durant la guerre russo-japonaise.
Après la Seconde Guerre mondiale, les frères Pierre et André Garnier entreprennent de moderniser la marque pour proposer des produits de qualité. En 1961, la marque s'offre une première campagne publicitaire en couleur (notamment dans Paris Match et Marie Claire) puis se dote d'une mascotte, un lapin blanc, en 1970. En 1987, ce lapin est doté d'une paire de lunettes de soleil et d'un nœud papillon vert ainsi que, parfois, une toque sur chacune des oreilles.
En 1989, l'entreprise est cédée par Saupiquet au groupe Bonduelle, qui a repris la marque Cassegrain, mais la transformation a maintenant lieu à Flaucourt en Picardie. L'usine Cassegrain de Saint-Sébastien-sur-Loire existe toujours, mais a été reprise par une entreprise de l'industrie agroalimentaire élaborant des plats cuisinés, Covi.